# Сплавной (Верхнетоемский район)
Сплавной — посёлок в Верхнетоемском районе Архангельской области. Входит в состав Афанасьевского сельского поселения.

## География
Посёлок расположен в юго-восточной части области на расстоянии примерно в 40 километрах по прямой к северо-западу от районного центра села Верхняя Тойма.
Часовой пояс
Посёлок Сплавной как и вся Архангельская область, находится в часовой зоне МСК (московское время). Смещение применяемого времени относительно UTC составляет +3:00.

## Население
| 2002 | 2010 |
| ---- | ---- |
| 95   | ↘51  |

Национальный состав
Согласно результатам переписи 2002 года, в национальной структуре населения русские составляли 97 % из 95 чел..